# NGC 7690
NGC 7690 (другие обозначения — PGC 71716, ESO 240-6, FAIR 1049, IRAS23303-5158) — спиральная галактика (Sb) в созвездии Феникс.
Этот объект входит в число перечисленных в оригинальной редакции «Нового общего каталога».